# STORY/SUMMER LIGHT
「STORY/SUMMER LIGHT」（ストーリー/サマー・ライト）は、日本の歌手・愛内里菜の30作目のシングル。

## 概要
- 「Friend／素顔のまま」以来の、両A面・複数形態での発売となる。「STORY／SUMMER LIGHT」は「初回限定盤A」「通常盤」、「SUMMER LIGHT／STORY」は「初回限定盤B」の計3形態での発売である。
- 「Friend／素顔のまま」以来、7ヶ月ぶり通算19作目のオリコンTOP10入りのシングル。

## 収録曲

### 初回限定盤A：「STORY／SUMMER LIGHT」
CDコードはGZCA-7146

#### CD
1. STORY
  - 作詞：愛内里菜 / 作曲：須藤智之 / 編曲：葉山たけし

日本テレビ系『第29回全国高等学校クイズ選手権』応援ソング
リリースに先立って、タイアップが発表された。
2. SUMMER LIGHT
  - 作詞：愛内里菜 / 作曲：川本宗孝 / 編曲：新井健史

日本テレビ『小熊のベア部屋』エンディングテーマ
日本テレビ『ポシュレデパート深夜店』オープニングテーマ
仮タイトルは「Enjoy」であった。（愛内里菜公式GREEブログより）
ランチパックのタイアップコンペのオファーが来ていた為、コンビニに関連した言葉を歌詞中に入れた
3. STORY -instrumental-
4. SUMMER LIGHT -instrumental-

#### DVD
STORY -music clip-

### 初回限定盤B：「SUMMER LIGHT／STORY」
CDコードはGZCA-7147

#### CD
1. SUMMER LIGHT
2. STORY
3. SUMMER LIGHT -instrumental-
4. STORY -instrumental-

#### DVD
SUMMER LIGHT -music clip-

### 通常盤：「STORY／SUMMER LIGHT」
CDコードはGZCA-4128
1. STORY
2. SUMMER LIGHT
3. marble
  - 作詞：愛内里菜 / 作曲：marion. / 編曲：新井健史
4. STORY -instrumental-
5. SUMMER LIGHT -instrumental-

## 収録アルバム
STORY
- ALL SINGLES BEST 〜THANX 10th ANNIVERSARY〜

SUMMER LIGHT
- ALL SINGLES BEST 〜THANX 10th ANNIVERSARY〜

marble
- COLORS